# Dreadnought

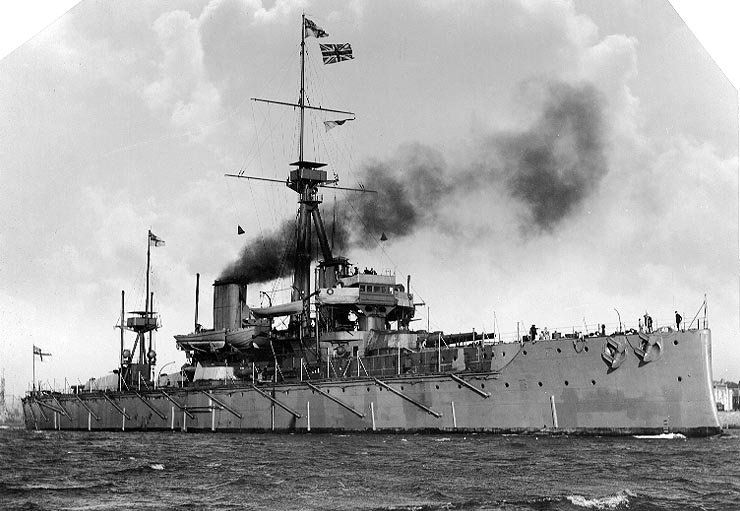
HMS Dreadnought

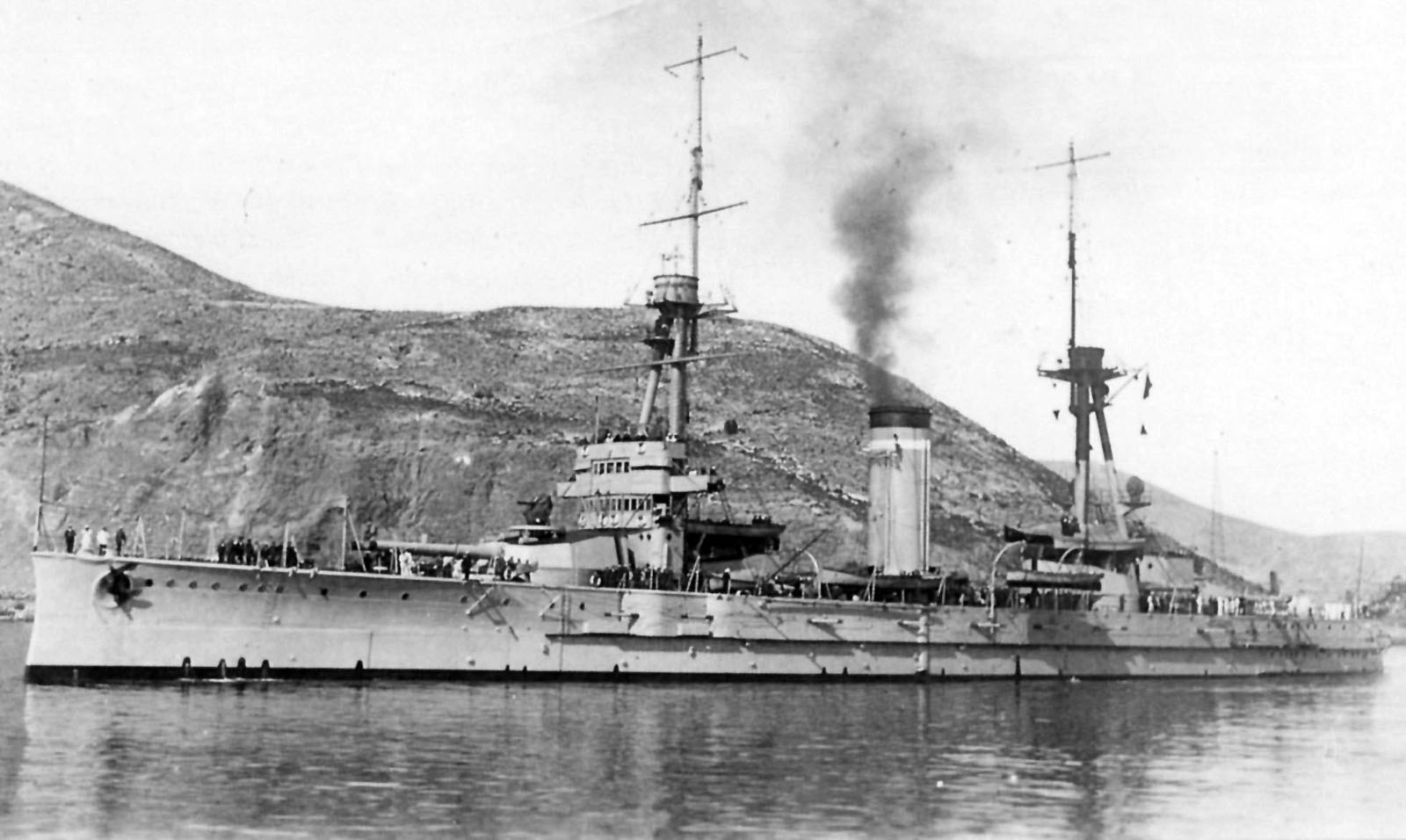
Nejmenší dreadnoughty představovaly tři jednotky španělské třídy España

Dreadnought (výslovnost [ˈdredˌnoːt]) je označení pro kategorii bitevních lodí s větším počtem těžkých děl v pancéřových věžích a vesměs s turbínovým pohonem. Název je odvozen od britské bitevní lodě Dreadnought (Neohrožený), která byla spuštěna na vodu 10. 2. 1906. Její stavbou byla završena myšlenka tzv. all big gun battleship publikovaná v roce 1903 italským konstruktérem Cunibertim v ročence Jane's.
V Británii představoval hlavního stoupence Cunibertiho myšlenky tehdejší první lord admirality Fisher, který navzdory konzervativnímu postoji admirality prosadil stavbu této kvalitativně nové kategorie bitevní lodě a upevnil tak prvenství Británie mezi námořními mocnostmi. Název první lodi tohoto typu byl převzat z rodového hesla lorda Fishera: „Fear God and dread nought“, tedy: „Boj se Boha a neděs se ničeho“.
Proti starším bitevním lodím (též řadové lodě nebo predreadnoughty [ˌpriː-]) měly dreadnoughty cca dvakrát silnější hlavní výzbroj (8–12 děl ráže 305 mm, nejčastěji ve dvoudělových pancéřových věžích). Díky turbínovému pohonu disponovaly vyšší rychlostí (obvykle 21–23 uzlů). Výtlak prvních dreadnoughtů se pohyboval kolem 20 000 tun. První britské lodě tohoto typu postrádaly střední dělostřelectvo.
Brzy po Británii zavedly lodě tohoto typu také ostatní námořní mocnosti:
- Německo 1909 (třída Nassau)
- USA 1909 (třída South Carolina [ˌsauθ ˌkærəˈlainə])
- Francie 1910 (třída Courbet [kurbe])
- Rakousko-Uhersko 1912 (třída Tegetthoff)
- Japonsko 1912 (třída Kawači)
- Španělsko 1913 (třída España)
- Rusko 1914 (třída Gangut)

V důsledku soupeření mocností o dominanci v námořním zbrojení docházelo k zesilování výzbroje, pancéřování a tím i velikosti dreadnoughtů. Pro lodě s ráží hlavních děl vyšší než 305 mm se začalo užívat názvu superdreadnought ([ˌsuːpər-]; první byly britské lodě třídy Orion v roce 1912 s výzbrojí 10 děl ráže 343 mm). Ve starší literatuře se lze setkat místo toho s pojmem naddreadnought. Vývoj dreadnoughtů vyvrcholil za první světové války konstrukcí lodí třídy Queen Elisabeth (Velká Británie) a Baden (Německo) s děly ráže 380 mm. V souvislosti s loděmi konstruovanými po 2. světové válce se již označení dreadnought nevyskytuje. Zajímavostí je fakt, že v německém námořnictvu bylo pojmenování dreadnought odmítáno a místo něj byl pro tuto kategorii lodí užíván název Großlinienschiff (velká řadová loď).